# 로버트 솔로
로버트 솔로(영어: Robert Merton Solow, 1924년 8월 23일~2023년 12월 21일)는 경제 성장 관련 이론으로 잘 알려져 있는 미국의 경제학자이다. 그는 1961년에 존 베이츠 클라크 메달을 수상하였고, 1987년에 노벨 경제학상을 받았다.

## 일생
로버트 솔로는 뉴욕의 브루클린에서 유대인 가족 아래 1924년 8월 23일에 태어났다. 그는 교육을 잘 받았으며 어렸을 때부터 학업적인 면모가 뛰어났다. 1940년 9월 솔로는 16살에 장학금을 받고 하버드 대학교에 입학하였다. 하버드에서 그가 처음 수강한 것은 사회학과 인류학이었다.
1942년말 솔로는 대학교를 떠나고 미군에 입영하였다. 그는 북아프리카와 시칠리아에서 복무하였으며, 세계2차대전 때는 1945년 8월 전역하기 전까지 이탈리아에서 근무했다.
1945년 그는 하버드 대학교로 돌아갔고 바실리 레온티예프 아래에서 공부하였다. 그 후 그는 통계학과 확률모델에 관심을 가지기 시작했다. 1949년에서 1950년까지 그는 통계학을 더 집중적으로 연구하기 위해 콜럼비아 대학교에서 1년 동안 연구원으로 지냈다. 이때 그는 그의 박사논문을 준비했다.
1949년 콜럼비아 대학교를 떠나기 전 그는 매사추세츠 공과대학교(MIT) 경제학부에서 교수직을 제안받았고 그는 이를 수용하기로 결정했다. MIT에서 그는 계량경제학과 통계학을 가르쳤다. 이 때 그의 관심이 점점 거시경제학으로 가기 시작했다. 그 후 거의 40년 동안 솔로와 폴 새뮤얼슨은 함께 여러 가지 유명한 이론들을 연구하였다. 1953년에는 폰 노이만 경제성장이론, 1956년에는 자본론, 1958년에는 선형 계획법, 그리고 1960년에는 필립스 곡선을 연구하였다.
솔로는 정부에서 여러 번 일하기도 했다. 1962년에서 62년까지 그는 대통령 경제 자문위원회에 있었다.
1961년에 그는 존 베이츠 클라크 메달을 수상하였다.
1987년에 솔로는 그의 경제성장 관련 업적으로 노벨 경제학상을 받았다.

## 같이 보기
- 경제학자
- 기본소득
- 솔로우 모형
- 필립스 곡선